# The Tipping Point (Los Simpson)
«The Tipping Point» (titulado «El tema de la propina» en Hispanoamérica y «Propíname mucho» en España) es el decimoséptimo y penúltimo episodio de la trigésimo quinta temporada de la serie de televisión animada estadounidense Los Simpson, y el 767 en total. Se emitió en los Estados Unidos en Fox el 12 de mayo de 2024. El episodio fue dirigido por Matthew Nastuk y escrito por J. Stewart Burns.
En este episodio, la actitud de Homer hacia las propinas le mete en problemas cuando accidentalmente da una gran propina que no puede permitirse pero es elogiado por ello. Kyle Gordon, Chrissi Poland y Audrey Trullinger actuaron como estrellas invitadas. El episodio recibió críticas mixtas.

## Trama
Después de pasar el día en citas con el médico, los miembros de la familia Simpson se recompensan con caprichos en varios restaurantes. A Homer le molesta que cada cajera insista en que dé propina. Cuando la familia se sienta a comer en el último restaurante, Homer se siente aliviado porque la propina está incluida en la cuenta. Sin embargo, la camarera le dice que existe la opción de dar una propina adicional. Enfadado, escribe un mensaje en la cuenta en el que deja un dólar de propina. Cuando se marchan, la camarera les persigue. Le da las gracias a Homer porque malinterpretó la propina y el mensaje como 10 000 dólares. Temiendo que los camareros le agredan si lo cancela, deja que se lo quede a pesar de las protestas de Marge.
Más tarde, Marge grita a Homer porque no pueden permitirse la propina a pesar de que le ha hecho famoso. Le obliga a cancelarla. De camino, compra en un quiosco un periódico conmemorativo de su acto. La gente le rodea para ver cuánto va a dar de propina al vendedor. Homer le da todo el dinero que lleva en la cartera, lo que provoca los elogios de la multitud. Sigue dando grandes propinas allá donde va, pero Marge le dice que se han quedado sin dinero. Incapaz de dejar de dar propinas, Homer se avergüenza de volver a casa con su familia. Va al cobertizo de la camarera en busca de consuelo, pero ella se defiende y él cae al agua.
Homer es recuperado por un barco cangrejero cerca de Little Europe, donde dar propinas es ilegal. Con Homer desaparecido, Bart y Lisa lo buscan. Cuando lo encuentran, le piden que vuelva a casa. Él quiere quedarse por la falta de cultura de las propinas, pero Lisa le dice que puede traer esa mentalidad de vuelta a Springfield. Cuando regresa, Homer anuncia su idea en los premios del Gremio de Camareros de América, pero es agredido por los camareros asistentes. Marge consuela a Homer y le perdona. Más tarde, le hace trabajar de camarero para recuperar su dinero.

## Producción
El cómico Kyle Gordon actuó como DJ Crazy Times, Chrissi Poland como Biljana Electonica y Audrey Trullinger como Euro Cashier.